# Larry Harmon
Larry Harmon, artiestennaam van Lawrence Weiss, ook bekend als Bozo the Clown, (Toledo (Ohio), 2 januari 1925 - Los Angeles (Californië), 3 juli 2008) was een Amerikaans entertainer.
Samen met een groep van investeerders kocht Harmon de rechten van het Bozo-karakter van schepper Alan W. Livingston en Capitol Records. Harmon bracht Bozo agressief op de markt en in de jaren 60 verkreeg hij meerdere licenties voor lokale en internationale Bozo-televisieprogramma's.
Op nieuwjaarsdag 1996 verkleedde Harmon zich voor het eerst in tien jaar als Bozo tijdens het Tournament of Roses Parade in Pasadena. Hij ontving hierbij een oorverdovende reactie van het publiek.
Op 3 juli 2008 overleed Harmon op 83-jarige leeftijd aan hartfalen. Samen met echtgenote Susan had hij vier kinderen.